# Сан Бенедето (Л’Аквила)
Сан Бенедето (итал. San Benedetto) је насеље у Италији у округу Л'Аквила, региону Абруцо.
Према процени из 2011. у насељу је живело 368 становника. Насеље се налази на надморској висини од 775 м.